# Klimatische Wasserbilanz
Die Klimatische Wasserbilanz (KWB) nach DIN 4049-3 ergibt sich aus der Differenz von Niederschlag (P) und potenzieller Evapotranspiration (ETp):
{\displaystyle KWB=P-ETp}
beziehungsweise die Differenz aus gefallenen Niederschlägen (N) und der potentiellen Landschaftsverdunstung (pLV):
{\displaystyle KWB=N-pLV}
Sie ist ein Maß für das hygrische Klima einer Region.

## Beschreibung
Die klimatische Wasserbilanz stellt ein Maß für das Wasserangebot in einem Gebiet dar und liefert einen Hinweis darauf, welche Vegetation in einem Gebiet anzutreffen ist. Zur Abschätzung der Grundwasserneubildung ist die klimatische Wasserbilanz kaum geeignet. Nur bei extrem flurnahen Standorten, an denen die Wassernachlieferung für den Boden und Pflanzen ständig gesichert ist, ist die potenzielle Evapotranspiration gleich der tatsächlichen Evapotranspiration (Verdunstung).